# Maritim Travemünde
Das Maritim Hotel im Lübecker Stadtteil Travemünde ist ein Gebäude-Komplex mit dem größeren von zwei Hochhäusern im Kurort. Es wurde Anfang der 1970er Jahre von Hochtief gebaut und 1974 fertiggestellt, ist 119 m hoch (mit den auf dem Dach installierten Funkmasten 125 m), hat 36 Etagen und hatte damals den touristischen Bereich belebt. 2019 wurde es unter Denkmalschutz gestellt. Das zweite Hochhaus steht an der Ecke Nordlandring/Schwedenstraße.

## Gebäude
Das Maritim Strandhotel beherbergt neben dem Vier-Sterne-Hotel (Etagen 4 bis 13) auch ca. 320 Appartements (Etagen 14 bis 34), Gewerberäume (Läden), Restaurants, eine Tiefgarage und einen Innenpool. Das höchste Restaurant (vorübergehend geschlossen seit 2019 → Aufzug defekt) liegt in der 35. Etage und bietet einen weiten Ausblick über den Priwall mit der Viermastbark Passat, Nordwestmecklenburg, die Trave mit dem Skandinavienkai bis Lübeck und weit auf die Lübecker Bucht der Ostsee mit der Küste Ostholsteins.
Der große Bereich der Vorbauten u. a. mit dem Schwimmbad, der den südöstlich des Hochhauses liegenden Teil des Kellers bildete, wurde Anfang der 2010er Jahre abgerissen und durch eine Grünfläche ersetzt, die zunächst in das Eigentum der Stadt Lübeck überging. Im Sommer 2018 wurde auf dieser Fläche ein Hotelneubau nebst Apartmenthaus und öffentlichem Spa-Bereich  fertiggestellt.

## Nutzung als Leuchtturm
Im Dachgeschoss des Gebäudes befindet sich das mit 117 m höchste Leuchtfeuer Europas. Es ersetzt das Leuchtfeuer auf dem ältesten Leuchtturmgebäude Deutschlands, dem alten Travemünder Leuchtturm. Die Tragweite des weißroten Blitzfeuers mit einer Wiederkehr von vier Sekunden beträgt im nordöstlichen Sektor 15 (Rot) bzw. 19 (Weiß) Seemeilen, also bis zur Höhe des übernächsten Leuchtturms Dahmeshöved an der Küste Wagriens hinter Grömitz.

## Denkmalschutz
2019 stellte die Hansestadt Lübeck das Hochhaus unter Denkmalschutz. Begründet wurde dies mit seinem besonderen städtebaulichen Wert als markantes Hochhaus. Für die Entscheidung spielte auch die Einrichtung im Stil der 1970er Jahre eine Rolle. Das Gebäude 
sei zudem ein reales und symbolisches Leuchtfeuer des freien Westens.

## Galerie

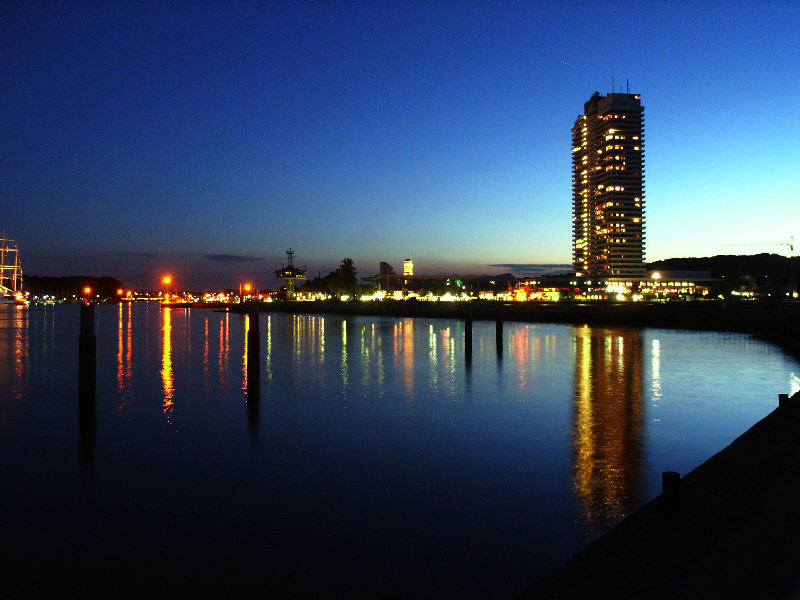
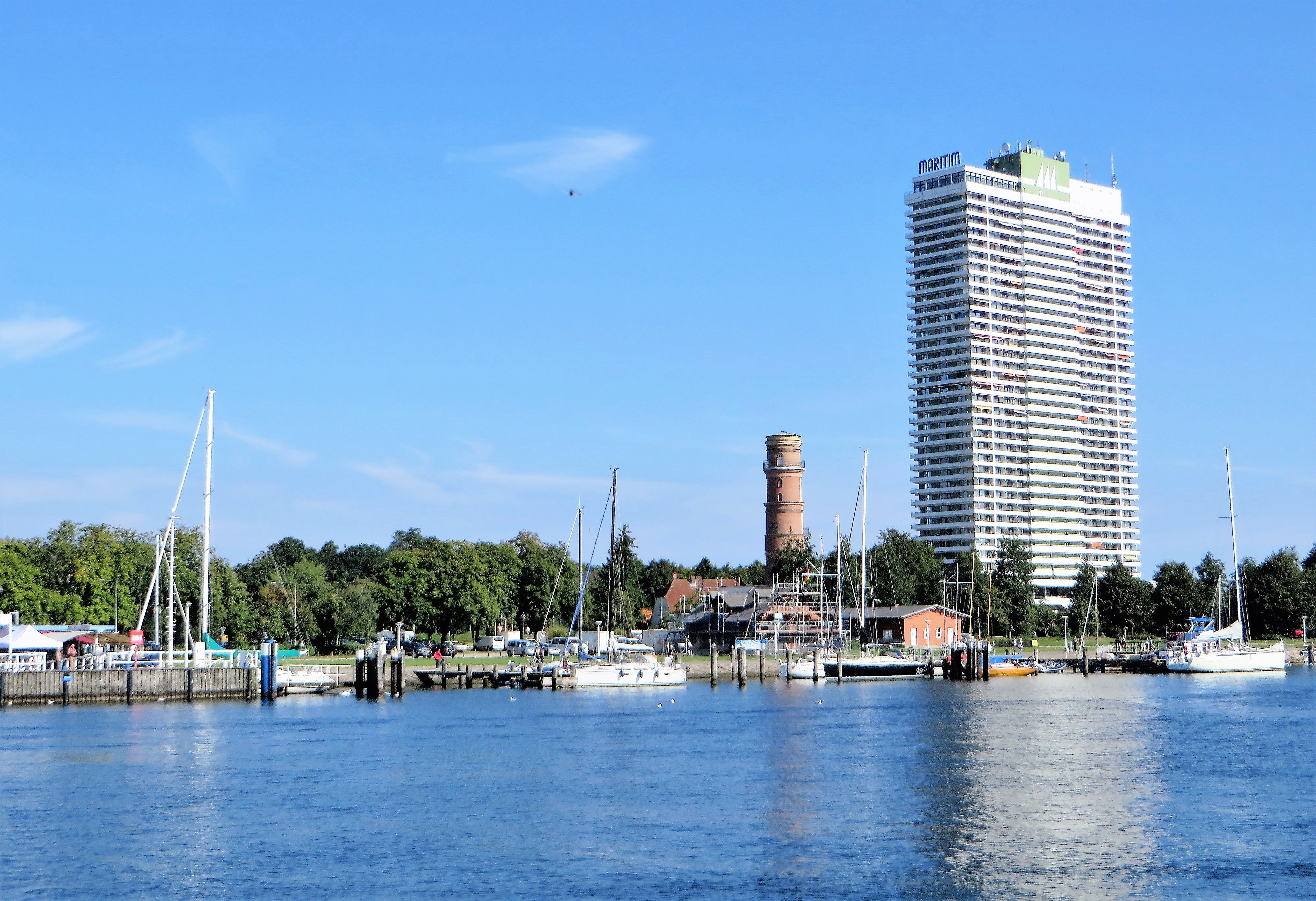
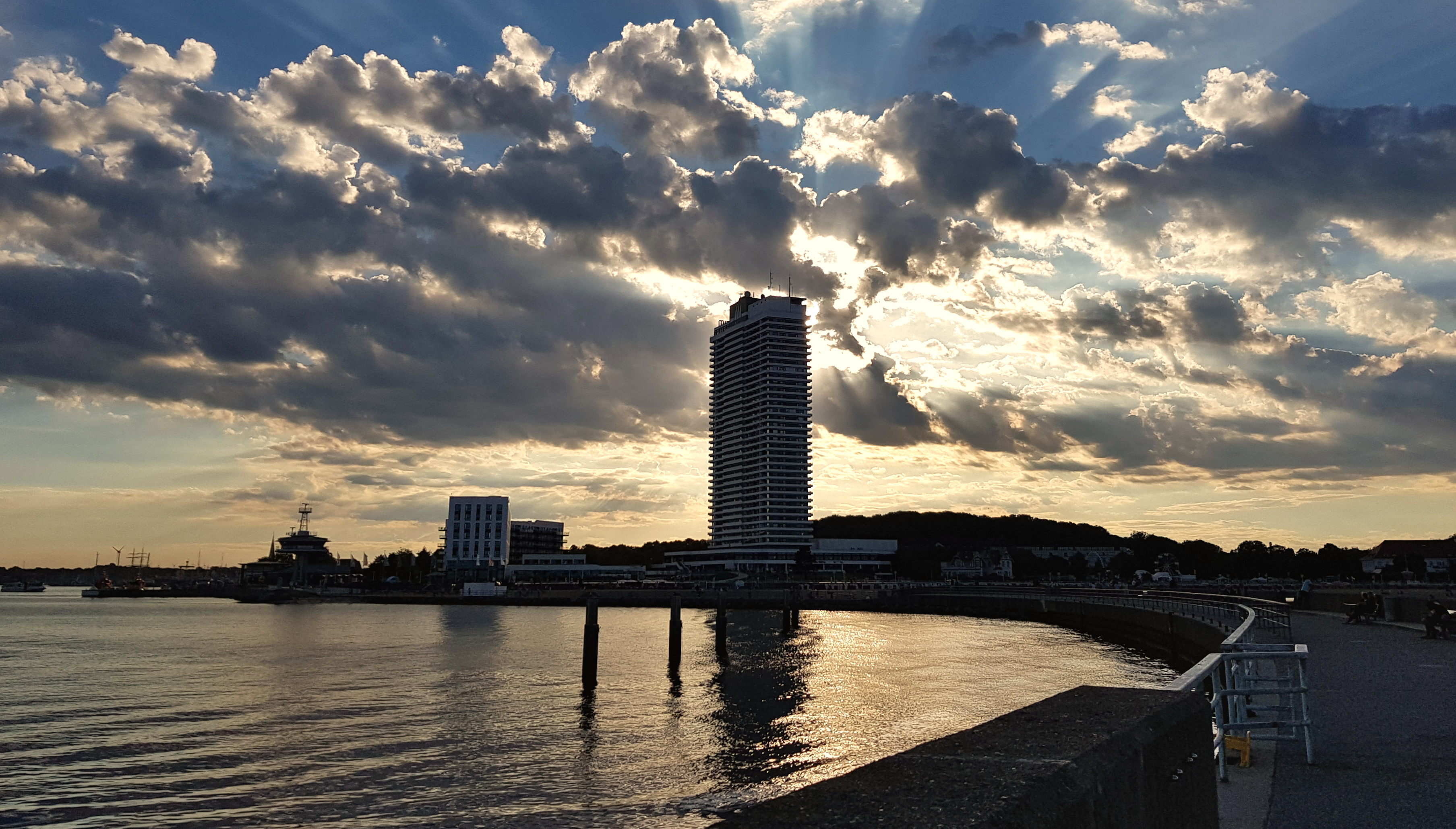
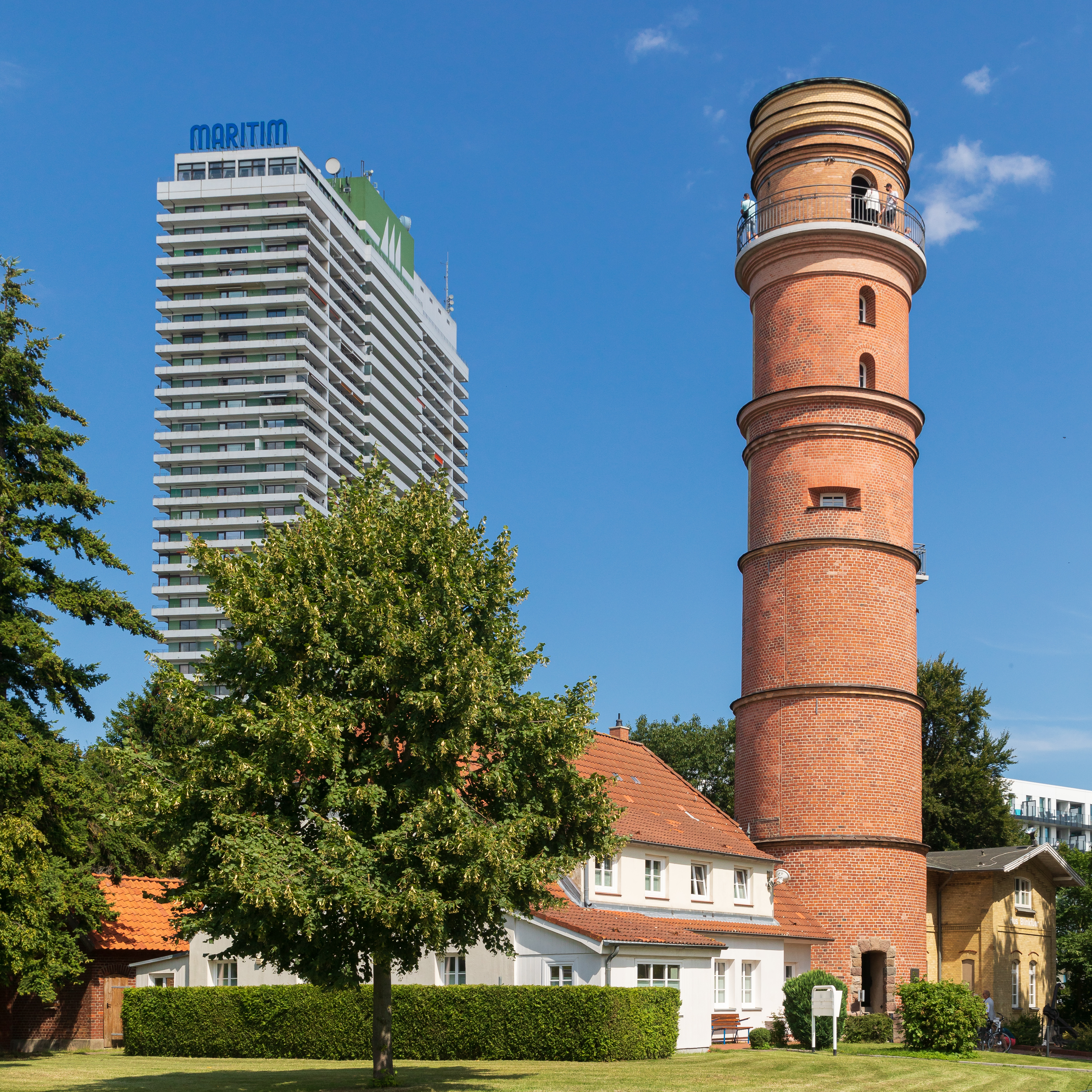
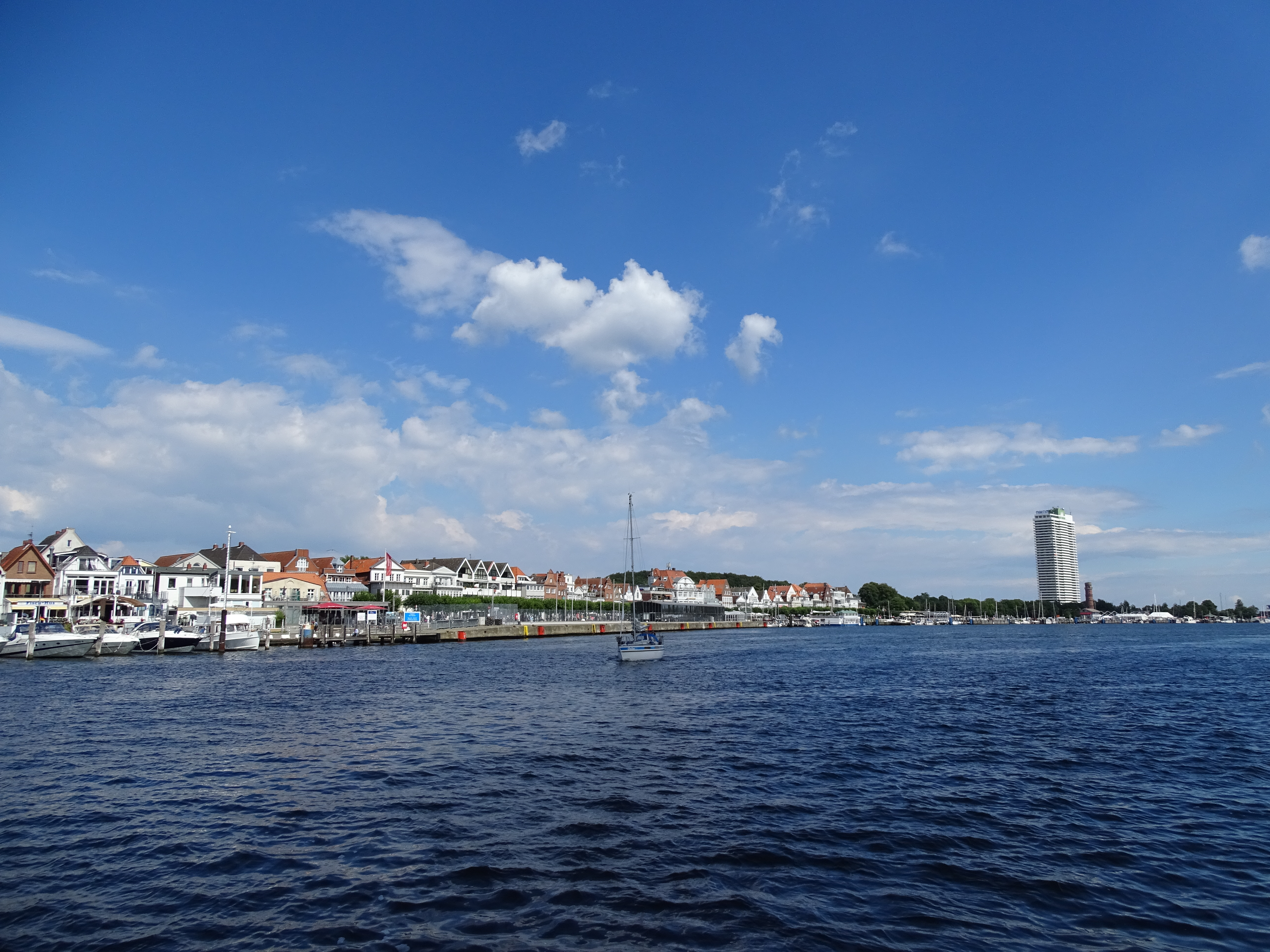